# Teologiska Seminariet
Teologiska Seminariet , tidigare Missionsskolan, var ett seminarium för utbildning av pastorer inom Svenska Missionsförbundet.

## Historik
Den första Missionsskolan med utbildning av pastorer och missionärer låg i Kristinehamn. År 1890 flyttades utbildningen till lokaler på Högbergsgatan 27 i Stockholm. Beslut om uppförandet av en ny skola togs 1906, och 1908 kunde en nybyggd skola i Stockby i Lidingö invigas. På 1950-talet ändrades namnet från Missionsskolan till Teologiska seminariet.
Skolan fungerade som utbildningscentrum för Missionsförbundet och kallades bland förbundets medlemmar för "Missionsförbundets hjärta". År 1981 startade i samma byggnad Lidingö folkhögskola med en utbildning av fritidsledare.
År 1994 startade Svenska Missionsförbundet tillsammans med Svenska Baptistsamfundet en gemensam pastorsutbildning under namnet Teologiska högskolan Stockholm. Utbildningen fortgick till att börja med både på Teologiska Seminariet och Betelseminariet, för att 2002 flytta in i nya lokaler I Bromma.
Folkhögskolan på Lidingö bytte namn till Utbildningscentrum Lidingö, och har numera flyttat till Bromma i Stockholm och ingår i Bromma folkhögskola.

## Rektorer för Missionsskolan, respektive Teologiska Seminariet

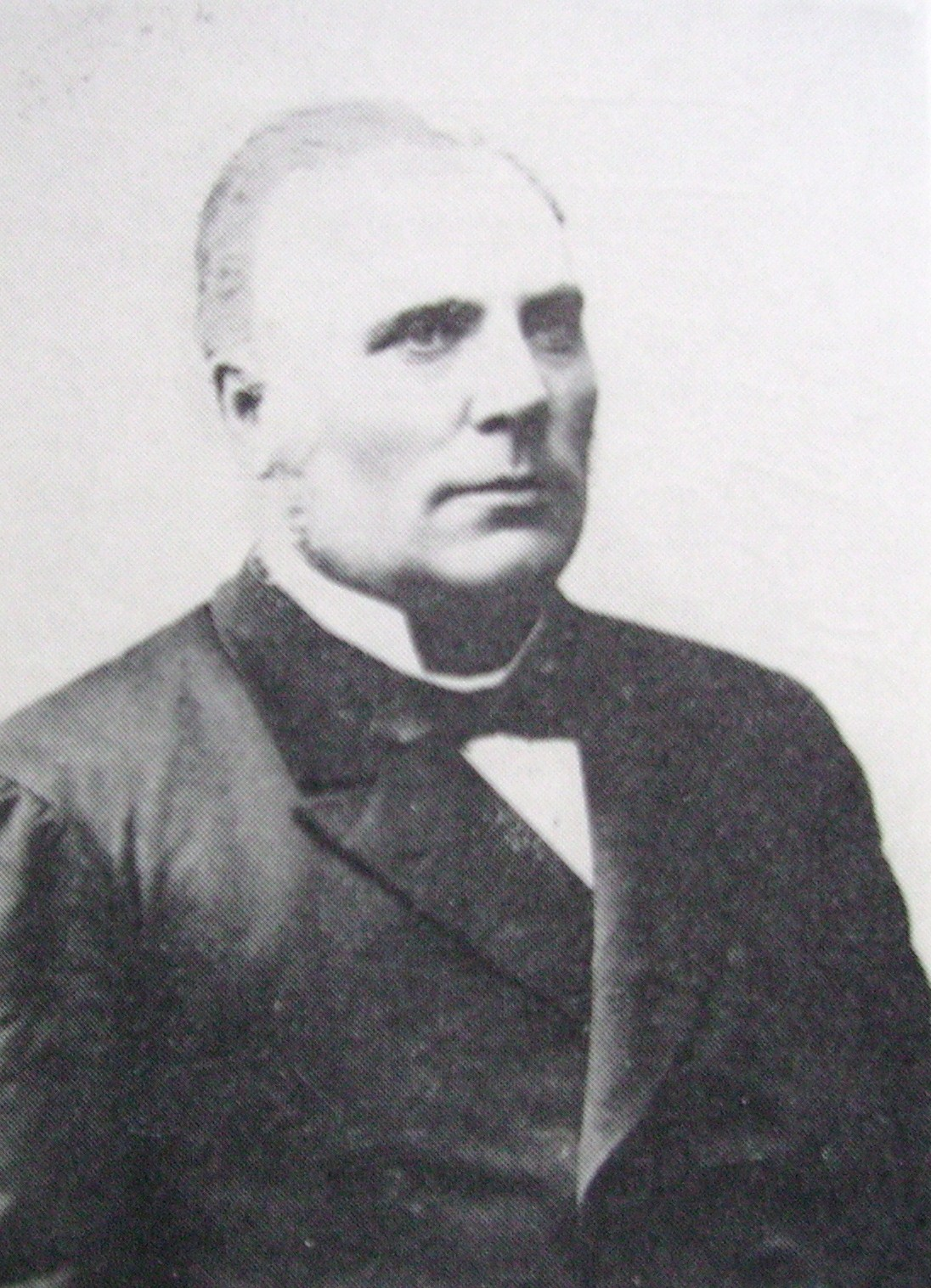
Erik Jakob Ekman, Missionsskolans förste rektor

| Namn                  | Tjänstgöringstid |
| --------------------- | ---------------- |
| Erik Jakob Ekman      | 1879–1886        |
| Nils Fredrik Graflund | 1886–1889        |
| Nils Wikander         | 1889–1910        |
| Gustav Mosesson       | 1910–1943        |
| Gustaf Blomberg       | 1943–1949        |
| William Bredberg      | 1949–1962        |
| Olle Engström         | 1962–1985        |
| Lars Lindberg         | 1985–            |
|                       |                  |
|                       |                  |